# Essington, New South Wales
Essington är en ort i Australien. Den ligger i kommunen Oberon och delstaten New South Wales, i den sydöstra delen av landet, omkring 140 kilometer väster om delstatshuvudstaden Sydney. Orten hade 99 invånare år 2021.